# 茨城県公安委員会
茨城県公安委員会（いばらきけんこうあんいいんかい）は、茨城県警察を管理するため茨城県知事所轄の下に設置される行政委員会である。3人の委員で組織される。所在地は水戸市笠原町978-6である。

## 委員
- 委員長
  - 冨田信穂（常磐大学名誉教授）
- 委員
  - 本間源基（元ひたちなか市長）
  - 寺門一義（常陽銀行会長）

## 下部組織
- 茨城県警察